# Aula virtuale
L'aula virtuale è un luogo non fisico dove avviene l'incontro di due o più persone in maniera simultanea. In questo "spazio" lo scambio di informazioni e idee permette l'apprendimento e l'acquisizione di notizie e lo scambio di materiali, come se ci si trovasse in una vera aula, anche se i partecipanti si trovano in luoghi diversi e lontani. In aula virtuale è presente un moderatore o un tutor che aiuta a gestire la lezione e i problemi che possono insorgere.

## Definizione
L'aula virtuale può essere considerata come un luogo "non fisico" e identificata come un insieme di partecipanti ad un corso. L'interazione degli utenti avviene simultaneamente, in modalità sincrona, condividendo un insieme di elementi per realizzare un comune obiettivo. Essa rappresenta una situazione di apprendimento basato sulla relazione ove lo scambio di informazioni, contenuti, pareri, opinioni e idee favorisce l'acquisizione di notizie, la circolazione di materiali e l'apprendimento, realizzando a distanza i vantaggi della formazione in presenza. I partecipanti, pur trovandosi in luoghi diversi e lontani, recuperano una serie di dinamiche simili a quelle proprie di un'aula fisica e ne scoprono altre di nuove..
L'aula virtuale si caratterizza per due funzionalità specifiche:
1. di servizio: non si riferisce direttamente alle attività di apprendimento collaborativo fra i partecipanti, ma sicuramente contribuisce a favorirle e a renderle più efficaci. Ad esempio: internet forum, informazioni e riferimenti su coordinatori e iscritti, caffè, biblioteca, seminari, altre aule, domande e risposte...

1. di interazione e collaborazione: si riferisce alle attività di discussione e di collaborazione tra i partecipanti. Hanno maggior importanza, rispetto alla prima funzionalità, in un'ottica di processo di apprendimento collaborativo. Ad esempio: gruppi di discussione e gruppi di produzione [3].

L'aula virtuale, inoltre, annovera una figura inedita rispetto a quella concepita tradizionalmente: il tutor deputato all'aiuto e alla gestione delle attività, o alla risoluzione dei problemi che insorgono.

## Obiettivi
L'aula virtuale, configurandosi come un ambiente di apprendimento creato in uno spazio virtuale, permette di conseguire una serie di obiettivi:
- soddisfare la richiesta di una serie di utenti: studenti-lavoratori; persone impossibilitate a muoversi, lontane dalle sedi dei corsi; studenti che tornano alla formazione dopo aver interrotto gli studi per molto tempo; persone che sono già inserite in situazioni lavorative e, sollecitate da interessi o prospettive personali, scelgono dei percorsi formativi. Questa tipologia di utenti necessita sovente di corsi che contemplino l'uso di un'aula virtuale poiché non sarebbero in grado di frequentare i corsi con regolarità [4].
- migliorare l'accesso all'esperienza di apprendimento, permettendo a gli studenti e ai formatori di partecipare a comunità di apprendimento a distanza usando il proprio computer. La scuola virtuale consente di simulare o sostituire le dinamiche tipiche di una classe tradizionale e introduce due aspetti di grande rilevanza: la classe come gruppo (socialità dell'apprendimento) e l'uso di uno strumento che crea in modo naturale, l'interazione tra le persone (apprendimento interattivo). La scuola virtuale è stata usata ed e  in uso in Italia e globalmente anche durante la Pandemia di COVID-19 del 2019-2021  per prevenire la diffusione di codesta malattia .
- migliorare la qualità e l'efficacia dell'istruzione. Utilizzando l'aula virtuale, come modalità di apprendimento, si elabora un modo positivo di apprendere e di studiare, caratterizzato dalla collaborazione a diversi livelli: studente/i-studente/i, docente-studente/i. La partecipazione attiva degli studenti orienta la didattica del docente e personalizza i loro percorsi di apprendimento.
- usare la tecnologia come media (communication) per semplificare l'accesso ai contenuti, sviluppandoli in modo coinvolgente (simulazione, animazione e multimedialità) e mettendo i docenti e gli studenti in contatto diretto mediante l'utilizzo di tecnologie di comunicazione sincrona (appunto la classe virtuale).

## Attori coinvolti
Gli attori principali in un'aula virtuale sono:
- i corsisti;
- i formatori in rete (chiamati forse impropriamente tutor);
- i componenti dello staff tecnico;
- li esperti dell'area.

### Corsisti
La formazione in rete può essere rivolta sia ai singoli corsisti sia ai gruppi locali. Nel primo caso si parla di gruppo virtuale e l'interazione tra i partecipanti avviene esclusivamente in rete. In caso di particolari esigenze didattiche il gruppo viene suddiviso in sottogruppi, ancora virtuali, composti da singoli partecipanti che, anche in questo caso, collaborano solo per via telematica.
Nel caso invece in cui l'intervento sia rivolto a gruppi locali, gruppo di gruppi, l'interazione tra i corsisti si svilupperà tra due livelli comunicazione/collaborazione: una locale interna al gruppo, di solito molto serrata, l'altra tra i gruppi virtuali, di norma più blanda. Esistono poi situazioni miste in cui nella stessa comunità, possono essere coinvolti sia singoli partecipanti che gruppi locali.

### Formatori (tutor)
Nella formazione in rete i formatori assumono un ruolo diverso da quello richiesto dai corsi in presenza, essendo coinvolti intensamente sia nelle fasi preparatorie dell'intervento sia nella sua conduzione. Nelle fasi preparatorie in particolare:
- prendono parte ai lavori del gruppo che progetta il corso e che segue la scelta e/o lo sviluppo dei materiali;
- partecipano al reclutamento dei corsisti e alla loro organizzazione in gruppi e sottogruppi;
- prendono contatto con gli esperti;
- fanno in modo che i materiali siano facilmente accessibili dagli studenti;
- si accertano che tutti i membri della comunità virtuale possano usare i servizi di rete scelti per la gestione del corso.

Se nella formazione a distanza basata su materiali strutturati sono i materiali stessi ad assumere l'onere della mediazione didattica, nella formazione in rete tale funzione viene ad essere ricoperta dai tutor di rete che, in questo caso, non solo devono fungere da facilitatori nell'uso dei materiali ma anche, e soprattutto, gestori e coordinatori di gruppi di apprendimento che operano in rete.
Un tutor deve possedere competenze didattico/formative abbinate alla conoscenza delle tecnologie della comunicazione e delle dinamiche interpersonali. La sua azione di mediatore didattico è quindi riconducibile a tre aree funzionali: organizzativa, sociale, didattica.
Nel primo caso (funzione organizzativa) il tutor si occupa di illustrare le modalità di partecipazione al corso, presentare i materiali e gli esperti, organizzare i lavori, assumendo essenzialmente il ruolo di coordinatore.
Nel secondo caso (funzione sociale) il suo compito è principalmente quello di gestire la comunicazione e intervenire sui processi di socializzazione tra i corsisti.
Nel terzo caso (funzione didattica) lo vede agire a pieno titolo da esperto d'area, quando cioè abbia competenze specifiche in relazione agli argomenti trattati nel corso (o in uno dei relativi moduli).

### Componenti dello staff tecnico
La conduzione di un corso in rete è in genere affidata non a una persona, ma a uno staff di tutor, in un rapporto di uno a dieci o uno a quindici con i relativi corsisti e questo in ragione del tipo di attività che si intendono proporre, ad esempio esercitazioni, discussioni, progetti collaborativi.
Lo staff deve garantire la copertura di almeno tre tipi di competenze:
- sui contenuti dell'intervento;
- sulla metodologia di conduzione dei corsi in rete;
- sull'uso di tecnologie telematiche.

Una possibile organizzazione dello staff di tutoring prevede:
- l'assegnazione di un tutor personale ad ogni singolo corsista, il cui compito è quello di seguire da vicino il partecipante per l'intero corso formativo, consigliandolo e supportandolo in caso di difficoltà;
- la definizione, per ogni modulo di cui si compone il corso di un tutor responsabile, chiamato anche tutor d'aula; a cui viene assegnato il compito di coordinare le attività previste dal modulo, facendo rispettare la tempistica e armonizzando l'interazione dei partecipanti con l'esperto d'area;
- la definizione di un responsabile dello staff, una sorta di direttore del corso che abbia il compito di supervisionare l'azione formativa, scandendo la relativa tempistica, fungendo da autorevole portavoce nel fornire chiarimenti ai corsisti sui contenuti e metodi dell'azione formativa, nel prendere decisioni finali di fronte a qualunque evenienza si possa presentare durante l'azione formativa.

### Esperti d'area
Come abbiamo già visto in precedenza l'esperto d'area può esser sia il formatore che possegga delle competenze specifiche inerenti all'argomento trattato nel corso sia un esperto proveniente da un settore specifico a seconda del corso che si intende trattare.

## Materiali e apprendimento collaborativo
Nell'ambiente dell'aula virtuale, il docente deve tenere in considerazione, per la scelta dei materiali, le differenti esigenze formative e gli stile di apprendimento di coloro che partecipano all'azione formativa. Egli deve prevedere materiali facoltativi di approfondimento e deve dare indicazione su come questi possono essere utilizzati dallo studente. È quindi fondamentale che il tutor pensi in modo meticoloso al processo formativo in atto e decida i materiali più idonei che dovranno supportarlo.
I materiali potranno essere dati direttamente dal docente attraverso compact disc o materiale cartaceo (inviati tramite posta) oppure potranno essere recuperati in rete. In questo caso, potranno essere scaricati sul proprio computer e consultati successivamente offline oppure utilizzati direttamente in modalità online. Vengono generalmente utilizzati articoli, capitoli di libri, dispense, videoregistrazioni, che non vengono realizzati appositamente per il corso, ma sono in egual modo indispensabili e utili per cercare i presupposti conoscitivi necessari a sviluppare un'attività collaborativa in rete.
In un corso on-line è fondamentale promuovere l'apprendimento collaborativo che aiuti i discenti a raggiungere un livello più profondo di acquisizione dei contenuti del corso.
Uno dei motivi principali che muovono un gruppo a interagire è l'esigenza di collaborare alla co-costruzione di qualcosa: un elaborato, un progetto, una soluzione di un problema professionale..
Apprendere collaborativamente comporta l'acquisizione di una serie di abilità che unite ad un'"ambiente di studio" può facilitare il processo attraverso:
- il coinvolgimento dei fruitori della definizione degli obiettivi formativi in modo che siano condivisi da tutti;
- l'uso delle motivazioni personali che possono essere viste come uno strumento per rilanciare le attività collaborative;
- L'uso del dialogo e della discussione per poter ampliare il campo della conoscenza[8].